# Petar Stambolić

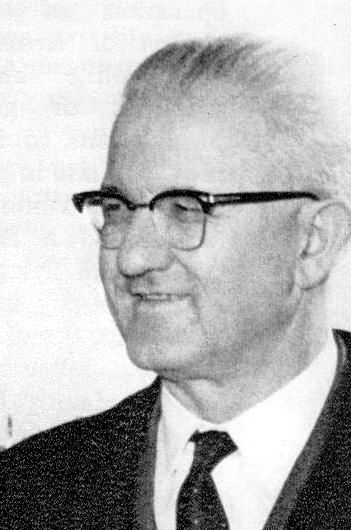
Petar Stambolić

Petar Stambolić (v srbské cyrilici Петар Стамболић; 12. července 1912, Brezova nedaleko Ivanjice – 21. září 2007, Bělehrad) byl jugoslávský partyzán a později komunistický politik. Jeho synovec, Ivan Stambolić, byl rovněž úspěšným jugoslávským politikem.
V Brezové se učil na základní škole, v Ivanjici studoval gymnázium. Na Bělehradské univerzitě vystudoval zemědělský obor. V roce 1933 vstoupil do komunistické mládeže, a o dva roky později i do komunistické strany. Byl členem nejvlivnější bělehradské organizace. Vzhledem k tomu, že se angažoval v politické straně, která byla v královské Jugoslávii nelegální, byl několikrát zatčen a vyslýchán policií. Na páté regionální konferenci KSJ v Záhřebu v roce 1940 vstoupil do nejvyšších funkcí komunistické strany.
V partyzánském hnutí patřil za vůdčí osobnost, za své činy byl vyznamenán také i řádem Hrdiny Jugoslávie. Během druhého zasedání AVNOJe v Jajcích 29. listopadu 1943 byl zvolen za člena předsednictva.
V poválečných letech zastával celou řadu klíčových funkcí zařadil se k nejvlivnějším domácím politikům.V letech 1948–1957 byl předsedou Svazu komunistů Srbska. V této době také zastával úřad předsedy srbské vlády. V letech 1953–1957 byl předsedou srbského parlamentu, od roku 1957 až 1963 pak zastával funkci předsedy svazové skupštiny. V letech 1963–1967 byl předsedou svazové vlády, tento post získal jako první po Titovi. Mezi lety 1982 a 1983 zastával pozici předsedy prezídia SFRJ (hlavy státu). O rok později se z veřejného života stáhl.